# 徐敬德
徐敬德（：／，1489年—1546年），號花潭，朝鲜王朝中期理學家，和妓生黄真伊、朴淵瀑布並稱「松都三絕」。

## 作品
- (화담집，花潭集）
- (원이기 ，原理氣）
- (이기설 ，理氣說)
- (태허설 ，太虛說）
- (귀신사생론，鬼神死生論)

## 弟子
- 黄真伊
- 許筠 -韓國小說家，哲學家和政治家